# Rockentrav
Rockentrav (Arabis glabra), tornört, är en 2-årig ört i familjen korsblommiga växter. Det svenska namnet nämns första gången i ett tillägg till Linnés Flora Suecica 1745. Första publicerade fynduppgift i Sverige är från 1658, av Olof Rudbeck d.ä.

## Beskrivning
Örten är 50–120 cm hög, har oftast ogrenad stjälk och flera gulvita blommor, 3–6 mm långa, vilka sitter i toppen. Underjorddelen är en pålrot med glesa utskott. Bladen är av två slag: Vid basen en bladrosett, som består av håriga, parflikigaa blad. På stjälken helbräddade, kala, blågröna blad, som delvis omsluter stjälken. Fröskidorna sitter längs med stjälken och ser ut att vara tryckta mot denna. Hela växten är täckt av ett tunt vaxskikt, som gör den glansig.
Rockentrav är lätt att känna igen; det finns i Sverige ingen annan liknande växt.

## Habitat
Rockentrav är vanlig i stora delar av Europa, norra Nordamerika och tempererade delar i Asien. Längst i norr i Sverige dock mindre vanlig.

### Utbredningskartor
- Norden
- Norra halvklotet

## Biotop
Skogsbryn och vägkanter där det är torrt och sandigt, stenrösen.

## Etymologi
Namnet kommer sannolikt från tyskans Rauke och holländskans rokette, vilka båda egentligen betyder senapskål.
Ordledet "trav" syftar på fröskidan, som innehåller 260-400 frön, travade på varandra.
Det latinska namnet Arabis syftar på Arabien, varifrån växten kommer, och glabra på att stjälken är kal och glänsande på grund av ett glatt vaxskikt. Synonymens Turritis betyder tornliknande; därav benämningen tornört.

## Äldre benämningar
- Skiechtegräs. I äldre tider skiljde man inte på örter och gräs; det vi idag menar med örter kallades då gräs.
- Stillfrö. Samma namn används även för en annan växt, Descurainia sophia.
- Spetsört
- Tornört. Johannis Franckenius kallade den så redan 1638 med anledning av dess långa och styva stjälk.

## Bilder

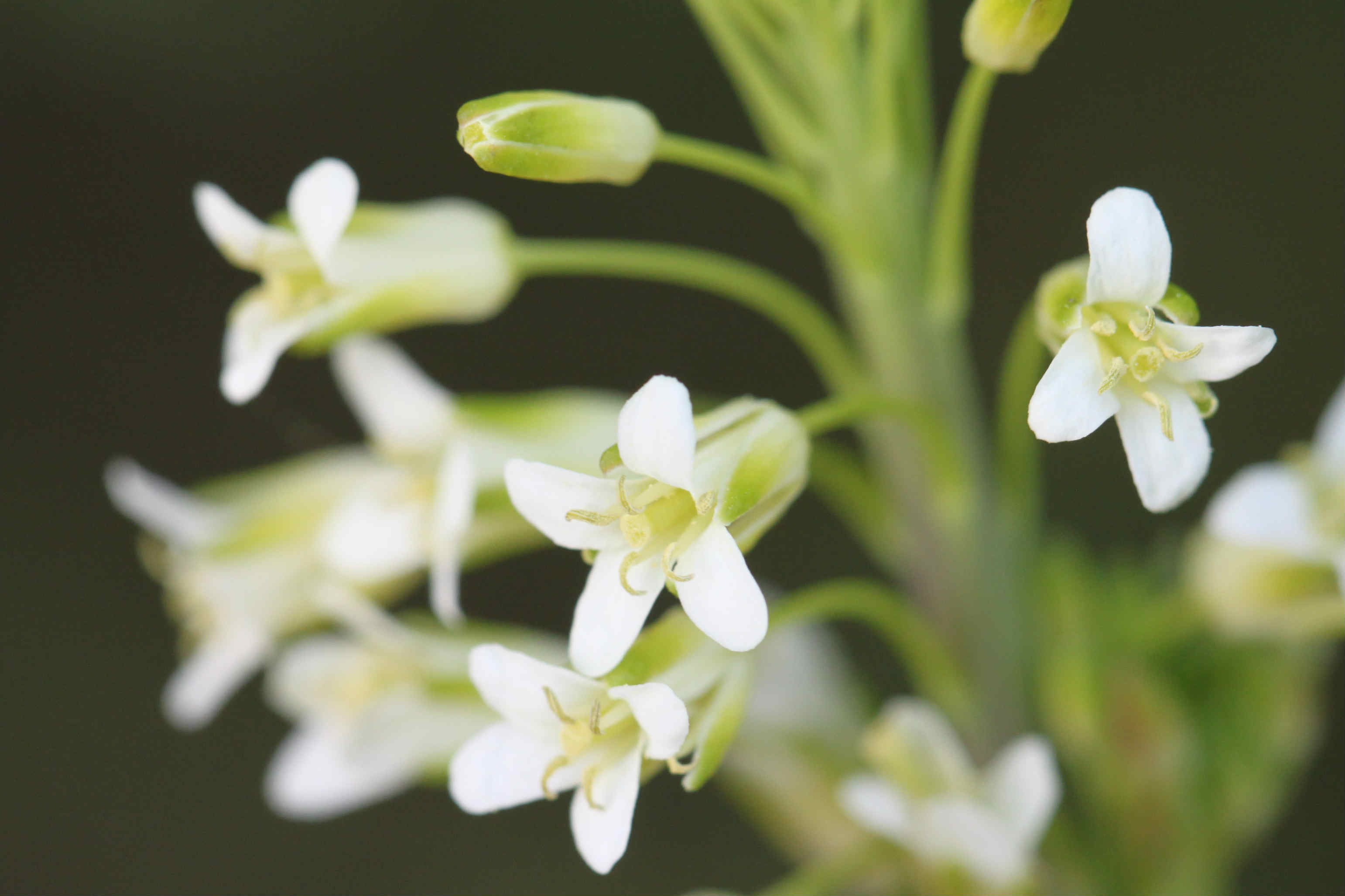
Blommor